# Gases do efeito estufa

O efeito de estufa da radiação solar na superfície da Terra causado pela emissão de gases de efeito de estufa.

Forçamento radiativo (influência do aquecimento) de diferentes contribuintes para as alterações climáticas até 2019, conforme relatado no Sexto Relatório de Avaliação do IPCC.

Os gases de efeito de estufa (português europeu) ou gases do efeito estufa (português brasileiro) (GEE) são gases que absorvem e emitem energia radiante dentro da faixa do infravermelho térmico, causando o efeito de estufa. Os principais gases de efeito de estufa na atmosfera da Terra são o vapor de água (H
2O
), dióxido de carbono (CO2), metano (CH4), óxido nitroso (N2O) e ozono (O3). Sem gases de efeito de estufa, a temperatura média da superfície da Terra seria de cerca de -18°C, em vez da média atual de 15°C. As atmosferas de Vénus, Marte e Titã também contêm gases de efeito estufa.
As atividades humanas desde o início da Revolução Industrial (por volta de 1750) aumentaram a concentração atmosférica de dióxido de carbono em quase 50%, de 280 ppm em 1750 para 419 ppm em 2021. A última vez que a concentração atmosférica de dióxido de carbono foi tão alta foi há mais de 3 milhões de anos atrás. Este aumento ocorreu apesar da absorção de mais da metade das emissões por diversos sumidouros naturais de carbono no ciclo do carbono.
Com as taxas atuais de emissão de gases de efeito estufa, as temperaturas podem aumentar em 2°C, que o Painel Intergovernamental para as Alterações Climáticas das Nações Unidas (IPCC) diz ser o limite superior para evitar níveis "perigosos", até 2050. A grande maioria das emissões antropogénicas de dióxido de carbono provêm da queima de combustíveis fósseis, principalmente carvão, petróleo e gás natural, com contribuições adicionais do fabrico de cimento, produção de fertilizantes, desflorestação e outras mudanças no uso do solo.

## Constituintes

Absorção atmosférica e dispersão em diferentescomprimentos de onda de ondas eletromagnéticas. A maior banda de absorção de dióxido de carbono não está longe do máximo na emissão térmica do solo, e fecha parcialmente a janela de transparência da água; daí o seu principal efeito.

Os principais constituintes da atmosfera da Terra, nitrogénio (
N2) (78%), oxigénio (
O2) (21%), e argónio (Ar) (0,9%), não são gases de efeito de estufa porque moléculas que contêm dois átomos do mesmo elemento, como 
N2 e 
O2 não têm mudança líquida na distribuição das suas cargas elétricas quando vibram, e gases monoatómicos como Ar não têm modos vibracionais. Portanto, eles são quase totalmente imunes à radiação infravermelha. Algumas moléculas que contêm apenas dois átomos de elementos diferentes, como monóxido de carbono (CO) e cloreto de hidrogénio (HCl), absorvem radiação infravermelha, mas estas moléculas têm vida curta na atmosfera devido à sua reatividade ou solubilidade. Portanto, eles não contribuem significativamente para o efeito de estufa e muitas vezes são omitidos quando se discute os gases de efeito de estufa.
Os gases de efeito de estufa são aqueles que absorvem e emitem radiação infravermelha na faixa de comprimento de onda emitida pela Terra. Dióxido de carbono (0,04%), óxido nitroso, metano e ozono são gases vestígio que representam quase 0,1% da atmosfera da Terra e têm um efeito estufa apreciável.
Os gases de efeito de estufa mais abundantes na atmosfera da Terra, listados em ordem decrescente da fração molar média global, são:
- Vapor de água (

H2O)
- Dióxido de carbono (

CO2)
- Metano (

CH4)
- Óxido nitroso (

N2O)
- Ozono (

O3)
- Clorofluorcarbonos (CFC e HCFC)
- Hidrofluorcarbonetos (HFC)
- Perfluorocarbonos (
CF4, C2F6, etc.), 
SF6, e 
NF3

As concentrações atmosféricas são determinadas pelo equilíbrio entre fontes (emissões do gás provenientes de atividades humanas e sistemas naturais) e sumidouros (a retirada do gás da atmosfera por conversão num composto químico diferente ou absorção por corpos de água). A proporção de uma emissão que permanece na atmosfera após um tempo especificado é a "fração aerotransportada" (FA). A fração aerotransportada anual é a razão entre o aumento atmosférico num determinado ano e as emissões totais desse ano. Em 2006, a fração aérea anual de CO2 era de cerca de 0,45. A fração aerotransportada anual aumentou a uma taxa de 0,25±0,21% ao ano no período de 1959-2006.

### Efeitos radiativos indiretos

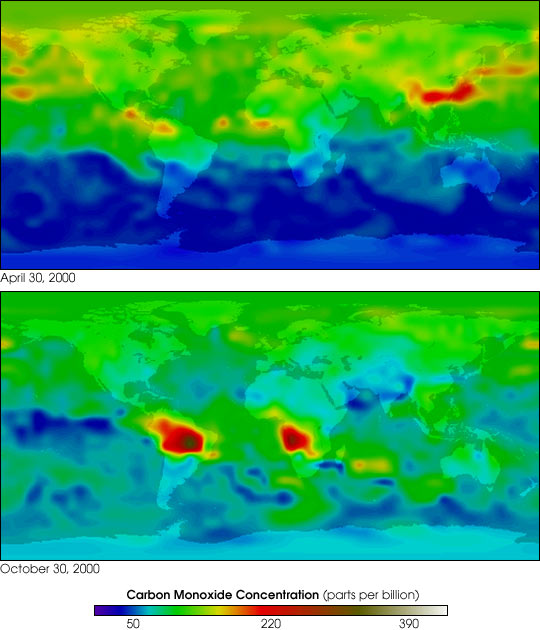
Concentrações de monóxido de carbono na primavera e outono de 2000 na baixa atmosfera mostrando uma faixa de cerca de 390 partes por mil milhão (pixeis castanho escuros), a 220 partes por mil milhão (pixeis vermelhos) e 50 partes por bilhão (pixeis azuis).

A oxidação de CO a CO2 produz diretamente um aumento inequívoco no forçamento radiativo, embora a razão seja subtil. O pico da emissão térmica IV da superfície da Terra está muito próximo de uma forte banda de absorção vibracional de CO2 (comprimento de onda de 15 mícrons, ou número de onda 667cm-1). Por outro lado, a única banda vibracional de CO absorve apenas IV em comprimentos de onda muito mais curtos (4,7 mícrons, ou 2145 cm−1), onde a emissão de energia radiante da superfície da Terra é pelo menos dez vezes menor. A oxidação do metano para CO2, que requer reações com o radical OH, produz uma redução instantânea na absorção e emissão radiativa, uma vez que o CO2 é um gás de efeito de estufa mais fraco que o metano. No entanto, as oxidações de CO e 
CH4 estão entrelaçados, pois ambos consomem radicais OH. Em qualquer caso, o cálculo do efeito radiativo total inclui forçantes diretos e indiretos.
Um segundo tipo de efeito indireto acontece quando as reações químicas na atmosfera envolvendo esses gases alteram as concentrações dos gases de efeito de estufa. Por exemplo, a destruição de compostos orgânicos voláteis não metano (NMVOC) na atmosfera pode produzir ozono. O tamanho do efeito indireto pode depender fortemente de onde e quando o gás é emitido.
O metano tem efeitos indiretos para além de formar CO2. O principal produto químico que reage com o metano na atmosfera é o radical hidroxila (OH), portanto, mais metano significa que a concentração de OH diminui. Efetivamente, o metano aumenta a sua própria vida atmosférica e, portanto, o seu efeito radiativo geral. A oxidação do metano pode produzir tanto ozono quanto água; e é uma importante fonte de vapor de água na estratosfera normalmente seca. CO e NMVOC produzem CO2 quando são oxidados. Eles removem OH da atmosfera, e isso leva a concentrações mais altas de metano. O efeito surpreendente disso é que o potencial de aquecimento global do CO é três vezes maior do que o CO2. O mesmo processo que converte NMVOC em dióxido de carbono também pode levar à formação de ozono troposférico. Os halocarbonos têm um efeito indireto porque destroem o ozono estratosférico. Finalmente, o hidrogénio pode levar à produção de ozono e 
CH4 aumenta, além de produzir vapor de água estratosférico.

### Papel do vapor de água

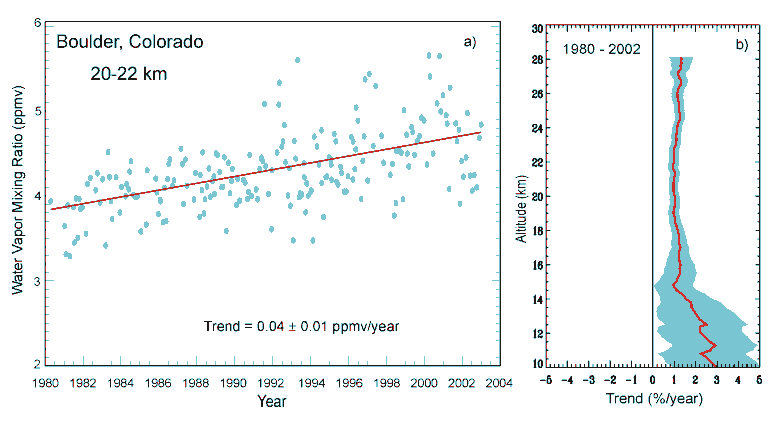
Aumento do vapor de água na estratosfera em Boulder, Colorado

O vapor de água é responsável pela maior percentagem do efeito de estufa, entre 36% e 66% para condições de céu claro e entre 66% e 85% quando incluindo nuvens. As concentrações de vapor de água flutuam regionalmente, mas a atividade humana não afeta diretamente as concentrações de vapor de água, exceto em escalas locais, como perto de campos irrigados. Indiretamente, a atividade humana que aumenta as temperaturas globais aumentará as concentrações de vapor de água, um processo conhecido como retroalimentação de vapor de água. A concentração atmosférica de vapor é altamente variável e depende em grande parte da temperatura, desde menos de 0,01% em regiões extremamente frias até 3% em massa em ar saturado a cerca de 32°C.
O tempo médio de residência de uma molécula de água na atmosfera é de apenas nove dias, comparado a anos ou séculos para outros gases de efeito de estufa, como o 
CH4 e o CO2. O vapor de água responde e amplifica os efeitos dos outros gases de efeito de estufa. A relação Clausius-Clapeyron estabelece que mais vapor de água estará presente por unidade de volume em temperaturas elevadas. Este e outros princípios básicos indicam que o aquecimento associado ao aumento das concentrações de outros gases de efeito estufa também aumentará a concentração de vapor de água (assumindo que a humidade relativa permanece aproximadamente constante; estudos de modelagem e observacionais constatam que isso é verdade). Como o vapor de água é um gás de efeito de estufa, isso resulta em mais aquecimento e, portanto, é um "retroalimentação positiva" que amplifica o aquecimento original. Eventualmente outros processos terrestres compensam essas retroalimentações positivas, estabilizando a temperatura global num novo equilíbrio e evitando a perda de água da Terra por meio de um efeito de estufa descontrolado semelhante a Vénus.

### Contribuição das nuvens para o efeito de estufa da Terra
O principal contribuinte não gasoso para o efeito de estufa da Terra, as nuvens, também absorvem e emitem radiação infravermelha e, portanto, afetam as propriedades radioativas dos gases de efeito de estufa. Nuvens são gotículas de água ou cristais de gelo suspensos na atmosfera.

## Impactos no efeito de estufa geral

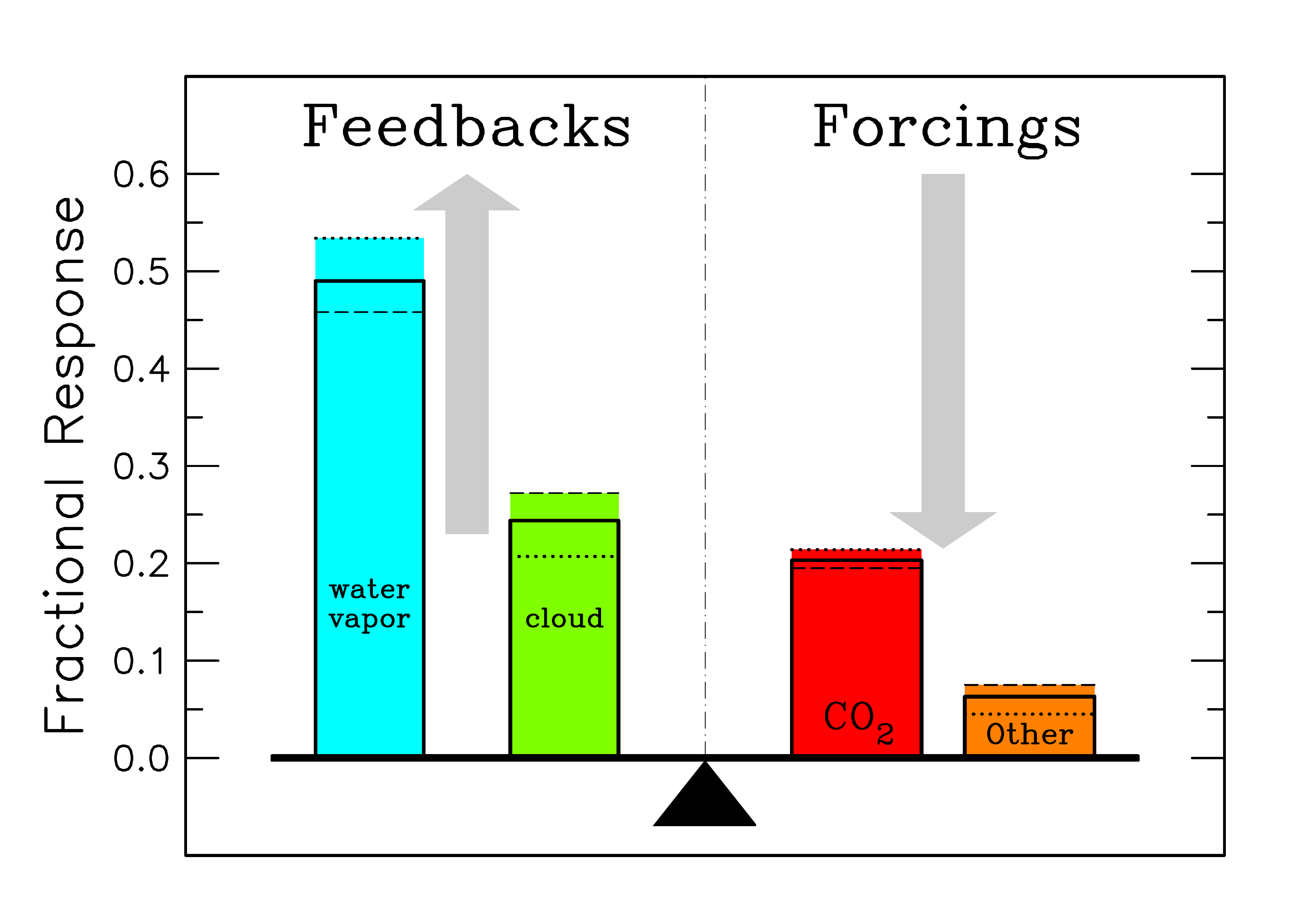
Schmidt et ai. (2010) analisaram como os componentes individuais da atmosfera contribuem para o efeito de estufa total. Eles estimaram que o vapor de água é responsável por cerca de 50% do efeito de estufa da Terra, com nuvens contribuindo com 25%, dióxido de carbono com 20% e os gases de efeito de estufa e aerossóis menores representando os 5% restantes. No estudo, a atmosfera modelo de referência é para as condições de 1980. Crédito da imagem: NASA.

A contribuição de cada gás para o efeito de estufa é determinada pelas características desse gás, pela sua abundância e quaisquer efeitos indiretos que possa causar. Por exemplo, o efeito radiativo direto de uma massa de metano é cerca de 84 vezes mais forte do que a mesma massa de dióxido de carbono num período de 20 anos, mas está presente em concentrações muito menores, de modo que o seu efeito radiativo direto total tem até agora sido menor, em parte devido ao seu menor tempo de vida na atmosfera na ausência de sequestro de carbono adicional. Por outro lado, além do seu impacto radiativo direto, o metano tem um grande efeito radiativo indireto porque contribui para a formação de ozono. Shindel et ai. (2005) argumenta que a contribuição do metano para as alterações climáticas é pelo menos o dobro das estimativas anteriores como resultado desse efeito.
Quando classificados pela sua contribuição direta para o efeito de estufa, os mais importantes são:
| Composto | Fórmula | Concentração na atmosfera(ppm) | Contribuição (%) |
| --- | ------- | ------------------------------ | ---------------- |
| Vapor de água e nuvens | H2O     | 10-50 000(A)                   | 36–72%           |
| Dióxido de carbono | CO2     | ~400                           | 9–26%            |
| Metano | CH4     | ~1,8                           | 4-9%             |
| Ozono | O3      | 2-8 (B)                        | 3–7%             |
| notas:(A) O vapor de água varia fortemente localmente (B) A concentração na estratosfera. Cerca de 90% do ozono na atmosfera da Terra está contido na estratosfera. |         |                                |                  |

Para além dos principais gases de efeito de estufa listados acima, outros gases de efeito de estufa incluem hexafluoreto de enxofre, hidrofluorcarbonos e perfluorcarbonos (ver lista de gases de efeito estufa do IPCC). Alguns gases de efeito de estufa não são frequentemente listados. Por exemplo, o trifluoreto de nitrogénio tem um alto potencial de aquecimento global (PAG), mas está presente apenas em quantidades muito pequenas.

### Proporção de efeitos diretos num determinado momento
Não é possível afirmar que determinado gás causa uma percentagem exata do efeito de estufa. Isto ocorre porque alguns dos gases absorvem e emitem radiação na mesma frequência que outros, de modo que o efeito de estufa total não é simplesmente a soma da influência de cada gás. As extremidades mais altas das faixas citadas são para cada gás sozinho; as extremidades inferiores são responsáveis por sobreposições com os outros gases. Além disso, alguns gases, como o metano, são conhecidos por terem grandes efeitos indiretos que ainda estão a ser quantificados.

### Vida útil atmosférica
Além do vapor de água, que tem um tempo de residência de cerca de nove dias, os principais gases de efeito de estufa são bem misturados e levam muitos anos para deixar a atmosfera. Embora não seja fácil saber com precisão quanto tempo os gases de efeito de estufa levam para deixar a atmosfera, existem estimativas para os principais gases de efeito de estufa. Jacob (1999) define o tempo de vida {\displaystyle \tau } de uma espécie atmosférica X num modelo de caixa como o tempo médio que uma molécula de X permanece na caixa. Matematicamente {\displaystyle \tau } pode ser definida como a razão entre a massa {\displaystyle m} (em kg) de X na caixa para sua taxa de remoção, que é a soma do fluxo de X para fora da caixa ({\displaystyle F_{out}}), perda química de X ({\displaystyle L}), e deposição de X ({\displaystyle D}) (tudo em kg/s):
{\displaystyle \tau ={\frac {m}{F_{out}+L+D}}}.
Se a entrada deste gás na caixa cessou, depois de algum tempo {\displaystyle \tau }, a sua concentração diminuiria em cerca de 63%.
O tempo de vida atmosférico de uma espécie, portanto, mede o tempo necessário para restaurar o equilíbrio após um súbito aumento ou diminuição da sua concentração na atmosfera. Átomos ou moléculas individuais podem ser perdidos ou depositados em sumidouros, como o solo, os oceanos e outras águas, ou na vegetação e outros sistemas biológicos, reduzindo o excesso às concentrações de fundo. O tempo médio necessário para atingir isso é o tempo de vida médio.
O dióxido de carbono tem um tempo de vida atmosférico variável e não pode ser especificado com precisão. Embora mais da metade do CO2 emitido seja removido da atmosfera num século, uma fração (cerca de 20%) do CO2 emitido permanece na atmosfera por muitos milhares a centenas de milhares de anos. Problemas semelhantes aplicam-se a outros gases de efeito de estufa, muitos dos quais têm uma vida média mais longa do que o CO2, por exemplo, o N2O tem uma vida média atmosférica de 121 anos.

### Forçamento radiativo e índice anual de gases de efeito de estufa

O forçamento radiativo (influência do aquecimento) dos gases de efeito de estufa atmosféricos de longa duração acelerou, quase dobrando em 40 anos.

A Terra absorve parte da energia radiante recebida do sol, reflete parte dela como luz e reflete ou irradia o restante de volta para o espaço como calor. A temperatura da superfície de um planeta depende desse equilíbrio entre a entrada e a saída de energia. Quando o equilíbrio de energia da Terra é alterado, a sua superfície torna-se mais quente ou mais fria, levando a uma variedade de alterações no clima global.
Uma série de mecanismos naturais e artificiais podem afetar o equilíbrio energético global e forçar mudanças no clima da Terra. Os gases de efeito de estufa são um desses mecanismos. Os gases de efeito de estufa absorvem e emitem parte da energia irradiada da superfície da Terra, fazendo com que esse calor seja retido na baixa atmosfera. Como explicado acima, alguns gases de efeito de estufa permanecem na atmosfera por décadas ou mesmo séculos e, portanto, podem afetar o balanço energético da Terra por um longo período. O forçamento radiativo quantifica (em Watts por metro quadrado) o efeito de fatores que influenciam o balanço energético da Terra; incluindo alterações nas concentrações de gases de efeito estufa. O forçamento radiativo positivo leva ao aquecimento, aumentando a energia líquida recebida, enquanto o forçamento radiativo negativo leva ao arrefecimento.
O Índice Anual de Gases de Efeito de Estufa (AGGI, na sigla em inglês) é definido por cientistas atmosféricos da NOAA como a razão entre o forçamento radiativo direto total devido a gases de efeito de estufa de longa duração e bem misturados para qualquer ano para o qual existam medições globais adequadas, para aquele presente no ano de 1990. Estes níveis de forçamento radiativo são relativos aos presentes no ano de 1750 (ou seja, antes do início da era industrial). 1990 é escolhido porque é o ano de referência para o Protocolo de Quioto, e é o ano de publicação da primeira Avaliação Científica das Alterações Climáticas do IPCC. Como tal, a NOAA afirma que o AGGI "mede o compromisso que a sociedade (global) já assumiu para viver num clima em mudança. Baseia-se nas observações atmosféricas da mais alta qualidade de locais ao redor do mundo. A sua incerteza é muito baixa."

### Potencial de aquecimento global

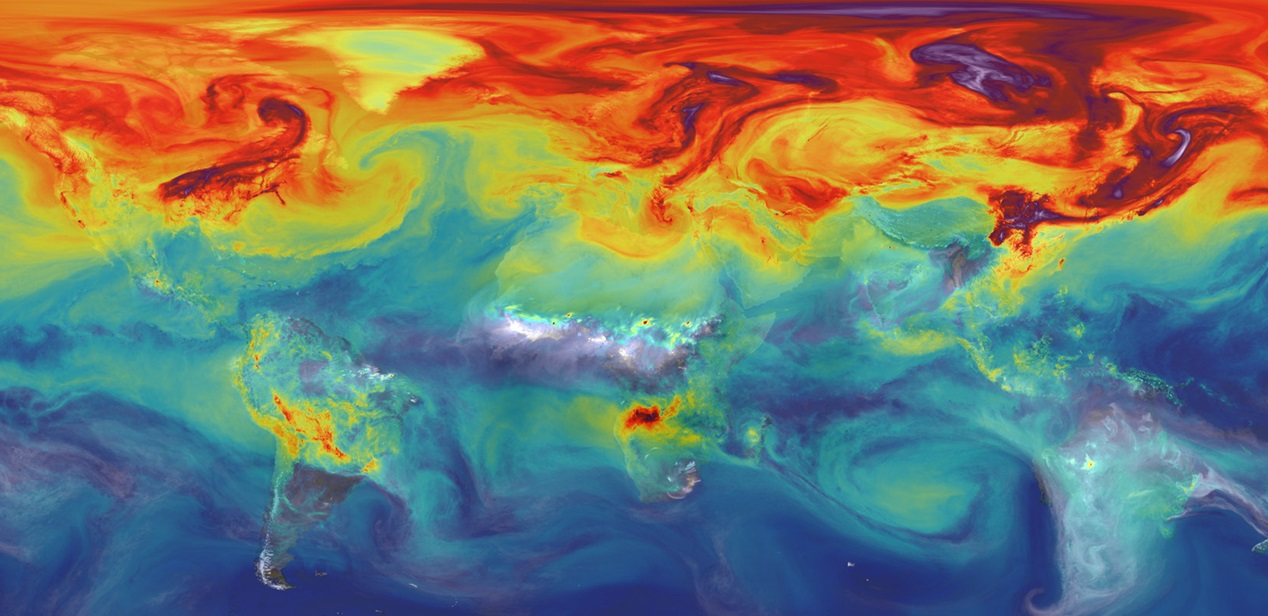
Emissões de dióxido de carbono a misturarem-se com a atmosfera da Terra se metade das emissões não forem absorvidas. (Simulação da NASA; novembro de 2014)

O potencial de aquecimento global (PAG) depende tanto da eficiência da molécula como um gás de efeito de estufa quanto do seu tempo de vida na atmosfera. O PAG é medido em relação à mesma massa de CO2 e avaliado para uma escala de tempo específica. Assim, se um gás tiver uma força radiativa alta (positiva), mas também um tempo de vida curto, ele terá um grande PAG numa escala de 20 anos, mas um pequeno numa escala de 100 anos. Por outro lado, se uma molécula tem um tempo de vida atmosférico maior que o CO2 o seu PAG aumentará quando a escala de tempo for considerada. O dióxido de carbono é definido como tendo um PAG de 1 em todos os períodos de tempo.
O metano tem uma vida atmosférica de 12 ± 2 anos. O relatório do IPCC de 2021 lista o PAG como 83  numa escala de tempo de 20 anos, 30 em 100 anos e 10 em 500 anos. Uma análise de 2014, no entanto, afirma que embora o impacto inicial do metano seja cerca de 100 vezes maior que o do CO2, devido ao menor tempo de vida na atmosfera, após seis ou sete décadas, o impacto dos dois gases é aproximadamente igual, e a partir de então o papel relativo do metano continua a diminuir. A diminuição do PAG em tempos mais longos ocorre porque o metano decompõe-se em água e CO2 por meio de reações químicas na atmosfera.
Exemplos do tempo de vida atmosférico e PAG em relação ao CO2 para vários gases de efeito de estufa são dados na tabela a seguir:
| Nome do gás                                                          | Fórmula química | Tempo de vida (anos) | Eficiência Radiativa (Wm −2 ppb −1, base molar) | Potencial de aquecimento global (PAG) para determinado horizonte de tempo | Potencial de aquecimento global (PAG) para determinado horizonte de tempo | Potencial de aquecimento global (PAG) para determinado horizonte de tempo |
| Nome do gás                                                          | Fórmula química | Tempo de vida (anos) | Eficiência Radiativa (Wm −2 ppb −1, base molar) | 20 anos                                                                   | 100 anos                                                                  | 500 anos                                                                  |
| -------------------------------------------------------------------- | --------------- | -------------------- | ----------------------------------------------- | ------------------------------------------------------------------------- | ------------------------------------------------------------------------- | ------------------------------------------------------------------------- |
| Dióxido de carbono                                                   | CO2             | (A)                  | 1.37×10−5                                       | 1                                                                         | 1                                                                         | 1                                                                         |
| Metano (fóssil)                                                      | CH4             | 12                   | 5.7×10−4                                        | 83                                                                        | 30                                                                        | 10                                                                        |
| Metano (não fóssil)                                                  | CH4             | 12                   | 5.7×10−4                                        | 81                                                                        | 27                                                                        | 7.3                                                                       |
| Óxido nitroso                                                        | N2O             | 109                  | 3×10−3                                          | 273                                                                       | 273                                                                       | 130                                                                       |
| CFC-11                                                               | CCl3F           | 52                   | 0.29                                            | 8 321                                                                     | 6 226                                                                     | 2 093                                                                     |
| CFC-12                                                               | CCl2F2          | 100                  | 0.32                                            | 10 800                                                                    | 10 200                                                                    | 5 200                                                                     |
| HCFC-22                                                              | CHClF2          | 12                   | 0.21                                            | 5 280                                                                     | 1 760                                                                     | 549                                                                       |
| HFC-32                                                               | CH2F2           | 5                    | 0.11                                            | 2 693                                                                     | 771                                                                       | 220                                                                       |
| HFC-134a                                                             | CH2FCF3         | 14                   | 0.17                                            | 4 144                                                                     | 1 526                                                                     | 436                                                                       |
| Tetrafluorometano                                                    | CF4             | 50.000               | 0.09                                            | 5 301                                                                     | 7 380                                                                     | 10 587                                                                    |
| Hexafluoroetano                                                      | C2F6            | 10.000               | 0.25                                            | 8 210                                                                     | 11 100                                                                    | 18 200                                                                    |
| Hexafluoreto de enxofre                                              | SF6             | 3.200                | 0.57                                            | 17 500                                                                    | 23 500                                                                    | 32 600                                                                    |
| Trifluoreto de nitrogênio                                            | NF3             | 500                  | 0.20                                            | 12 800                                                                    | 16 100                                                                    | 20 700                                                                    |
| (A) Nenhum tempo de vida único para o CO2 atmosférico pode ser dado. |                 |                      |                                                 |                                                                           |                                                                           |                                                                           |

O uso de CFC-12 (exceto alguns usos essenciais) foi eliminado devido às suas propriedades destruidoras da camada de ozono. A eliminação progressiva de compostos de HCFC menos ativos será concluída em 2030.

## Concentrações na atmosfera

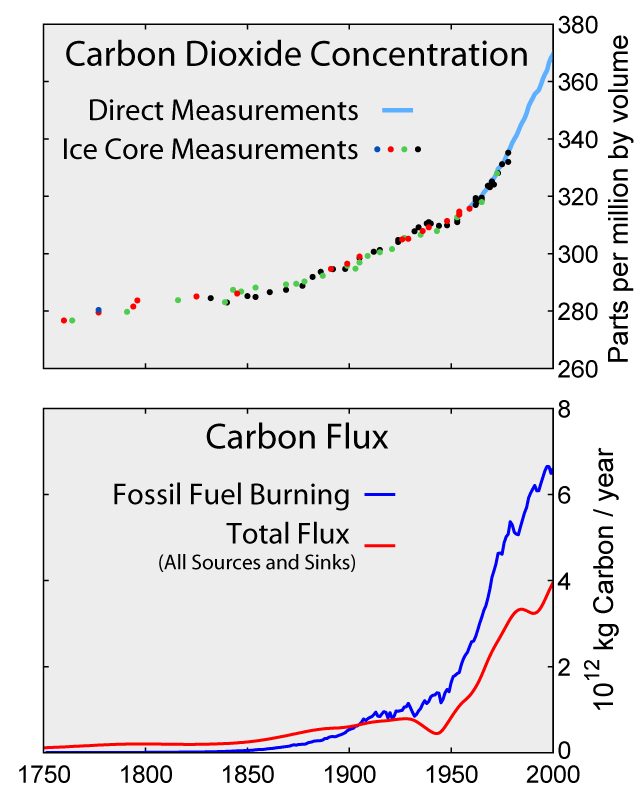
Acima: Aumento dos níveis de dióxido de carbono atmosférico tal como medidos na atmosfera e refletidos em núcleos de gelo. Abaixo: A quantidade de aumento líquido de carbono na atmosfera, em comparação com as emissões de carbono da queima de combustível fóssil.

### Concentrações atuais
Abreviaturas utilizadas nas duas tabelas abaixo: ppm = partes por milhão; ppb = partes por mil milhão; ppt = partes por bilião; W/m 2 = watts por metro quadrado

400.000 anos de dados de núcleos de gelo

| Gás                      | Concentração troposférica pré-1750 | Concentração troposférica recente | Aumento absoluto desde 1750 | Percentagem de aumento desde 1750 | Aumento do forçamento radiativo (P/m2) |
| ------------------------ | ---------------------------------- | --------------------------------- | --------------------------- | --------------------------------- | -------------------------------------- |
| Dióxido de carbono (CO2) | 280 ppm                            | 411 ppm                           | 131 ppm                     | 47%                               | 2,05                                   |
| Metano ( CH4)            | 700 ppb                            | 1893 ppb/ 1762 ppb                | 1193 ppb /1062 ppb          | 170,4% / 151,7%                   | 0,49                                   |
| Óxido nitroso ( N2O)     | 270 ppb                            | 326 ppb/ 324 ppb                  | 56 ppb / 54 ppb             | 20,7% / 20,0%                     | 0,17                                   |
| Ozono troposférico( O3)  | 237 ppb                            | 337 ppb                           | 100 ppb                     | 42%                               | 0,4                                    |

| Gás                                    | Recente concentração troposférica | Forçamento radiativo aumentado (P/m2) |
| -------------------------------------- | --------------------------------- | ------------------------------------- |
| CFC-11 (triclorofluorometano) ( CCl3F) | 236 ppt / 234 ppt                 | 0,061                                 |
| CFC-12 ( CCl2F2)                       | 527 ppt / 527 ppt                 | 0,169                                 |
| CFC-113 ( Cl2FC-CClF2)                 | 74 ppt / 74 ppt                   | 0,022                                 |
| HCFC-22 ( CHClF2)                      | 231 ppt / 210 ppt                 | 0,046                                 |
| HCFC-141b ( CH3CCl2F)                  | 24 ppt / 21 ppt                   | 0,0036                                |
| HCFC-142b ( CH3CClF2)                  | 23 ppt / 21 ppt                   | 0,0042                                |
| Halon 1211 ( CBrClF2)                  | 4,1 ppt / 4,0 ppt                 | 0,0012                                |
| Halon 1301 ( CBrClF3)                  | 3,3 ppt / 3,3 ppt                 | 0,001                                 |
| HFC-134a ( CH2FCF3)                    | 75 ppt / 64 ppt                   | 0,0108                                |
| Tetracloreto de carbono ( CCl4)        | 85 ppt / 83 ppt                   | 0,0143                                |
| Hexafluoreto de enxofre ( SF6)         | 7,79 ppt / 7,39 ppt               | 0,0043                                |
| Outros halocarbonos                    | Varia de acordo com a substância  | coletivamente 0,02                    |
| Halocarbonos no total                  |                                   | 0,3574                                |

### Medições de núcleos de gelo nos últimos 800.000 anos
Os núcleos de gelo fornecem evidências de variações na concentração de gases de efeito estufa nos últimos 800 000 anos (ver a secção a seguir). Tanto o CO2 quanto o 
CH4 variam entre as fases glacial e interglaciar, e as concentrações desses gases correlacionam-se fortemente com a temperatura. Não existem dados diretos para períodos anteriores aos representados no registo de núcleos de gelo, um registo que indica que as frações molares de CO2 ficaram dentro de um intervalo de 180 ppm a 280 ppm ao longo dos últimos 800 000 anos, até ao aumento dos últimos 250 anos. No entanto, várias proxies e modelagens sugerem variações maiores em épocas passadas; há 500 milhões de anos atrás, os níveis de CO2 eram provavelmente 10 vezes maiores do que agora. De facto, acredita-se que concentrações mais altas de CO2 tenham prevalecido durante a maior parte do Éon Fanerozóico, com concentrações quatro a seis vezes as atuais durante a era Mesozoica e dez a quinze vezes as concentrações atuais durante o início da era Paleozoica até meados do período Devoniano, há cerca de 400 Ma. Acredita-se que a disseminação de plantas terrestres tenha reduzido as concentrações de CO2 durante o Devoniano tardio, e as atividades das plantas como fontes e sumidouros de CO2 desde então têm sido importantes para fornecer retroalimentações estabilizadoras. Antes ainda, um período de 200 milhões de anos de glaciação generalizada e intermitente que se estende perto do equador (Terra Bola de Neve) parece ter terminado subitamente, cerca de 550 Ma, por uma colossal emanação vulcânica que elevou a concentração de CO2 da atmosfera abruptamente para 12%, cerca de 350 vezes os níveis modernos, causando condições extremas de efeito de estufa e deposição de carbonato como calcário na taxa de cerca de 1 milímetro por dia. Este episódio marcou o fim do Éon Pré-Cambriano e foi sucedido pelas condições geralmente mais quentes do Fanerozóico, durante o qual a vida multicelular animal e vegetal evoluiu. Nenhuma emissão vulcânica de dióxido de carbono de escala comparável ocorreu desde então. Na era moderna, as emissões de vulcões para a atmosfera são de aproximadamente 0,645 milhares de milhões de toneladas de CO2 por ano, enquanto os humanos contribuem com 29 milhares de milhões de toneladas de CO2 a cada ano.
Medições de núcleos de gelo da Antártida mostram que antes do início das emissões industriais as frações molares de CO2 atmosférico eram de cerca de 280 partes por milhão (ppm), e permaneceram entre 260 e 280 durante os dez mil anos anteriores. As frações molares de dióxido de carbono na atmosfera aumentaram aproximadamente 35% desde 1900, passando de 280 ppm em volume para 387 ppm em 2009. Um estudo usando evidências de estômatos de folhas fossilizadas sugere maior variabilidade, com frações molares de dióxido de carbono acima de 300 ppm durante o período de sete a dez mil anos atrás, embora outros tenham argumentado que esses achados provavelmente refletem problemas de calibração ou contaminação em vez de variabilidade real de CO2. Devido à forma como o ar fica preso no gelo (os poros no gelo fecham-se lentamente para formar bolhas no fundo do firn) e o período de tempo representado em cada amostra de gelo analisada, estes números representam médias de concentrações atmosféricas de até alguns séculos, em vez de do que os níveis anuais ou decenais.

### Mudanças desde a Revolução Industrial

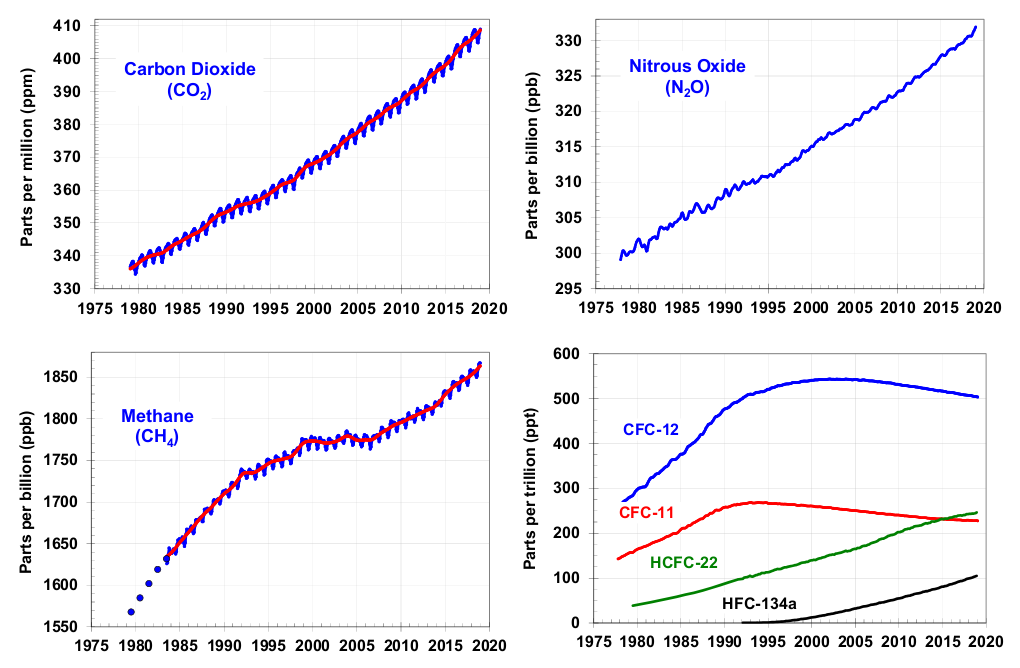
Principais tendências de gases de efeito de estufa.

Desde o início da Revolução Industrial, as concentrações de muitos gases de efeito de estufa aumentaram. Por exemplo, a fração molar de dióxido de carbono aumentou de 280 ppm para 415 ppm, ou 120 ppm acima dos níveis pré-industriais modernos. Os primeiros aumentos de 30 ppm ocorrera em cerca de 200 anos, desde o início da Revolução Industrial até 1958; no entanto, o próximo aumento de 90 ppm ocorreu em 56 anos, de 1958 a 2014.
Dados recentes também mostram que a concentração está a aumentar a uma taxa maior. Na década de 1960, o aumento médio anual foi de apenas 37% do que foi em 2000 até 2007.
Muitas observações estão disponíveis online numa variedade de Bases de Dados Observacionais de Química Atmosférica.

### Emissões de gases de efeito de estufa de atividades humanas

Os EUA, China e Rússia contribuíram cumulativamente com as maiores quantidades de CO_{2} desde 1850.